# 1947 în informatică
- 1946 în informatică — 1947 în informatică — 1948 în informatică

1947 în informatică a însemnat o serie de evenimente noi notabile:

## Evenimente
- Este creată, în New York, Asociația pentru Mașini de Calcul (ACM) ca prima societate de calcul științific și educațional din lume. În prezent are în jur de 78.000 de membri. Sediul central se află încă în orașul New York.

- Este inventat limbajul de asamblare. Acesta este un limbaj de nivel scăzut, numit a doua generație.

- 6 decembrie: În Statele Unite la Laboratoarele Bell este inventar tranzistorul de către William B. Shockley, John Bardeen și Walter Brattain.

- Howard Aiken termină lucrul la Harvard Mark II, fiind finanțat de către Forțele Navale ale Statelor Unite.

## Nașteri
- Radu Popescu-Zeletin, informatician german de origine română